# جی گولد دوم
جی گولد دوم (انگلیسی: Jay Gould II; ۱ سپتامبر ۱۸۸۸ – ۲۶ ژانویهٔ ۱۹۳۵) تنیس‌باز اهل ایالات متحده آمریکا بود.